# Tadeusz Kulisiewicz
Tadeusz Kulisiewicz (ur. 13 listopada 1899 w Kaliszu, zm. 18 sierpnia 1988 w Warszawie) – polski grafik i rysownik.

## Życiorys
Urodził się w Kaliszu, jako syn ślusarza i kowala Walentego Kulisiewicza i Marii z Popielińskich. Ukończył Państwowe Gimnazjum i Liceum im. Tadeusza Kościuszki w Kaliszu, w zbiorach którego znajdują się najwcześniejsze prace artysty. Studia artystyczne odbył w Państwowej Szkole Sztuk Dekoracyjnych w Poznaniu (1922–1923) i w Szkole Sztuk Pięknych w Warszawie (1923–1929), w pracowniach profesorów Miłosza i Mieczysława Kotarbińskich oraz Władysława Skoczylasa. Od 1926 należał do Stowarzyszenia Polskich Artystów Grafików „Ryt”. W latach 1933–1939 prowadził kursy rysunku w warszawskiej ASP w pracowni Mieczysława Kotarbińskiego.

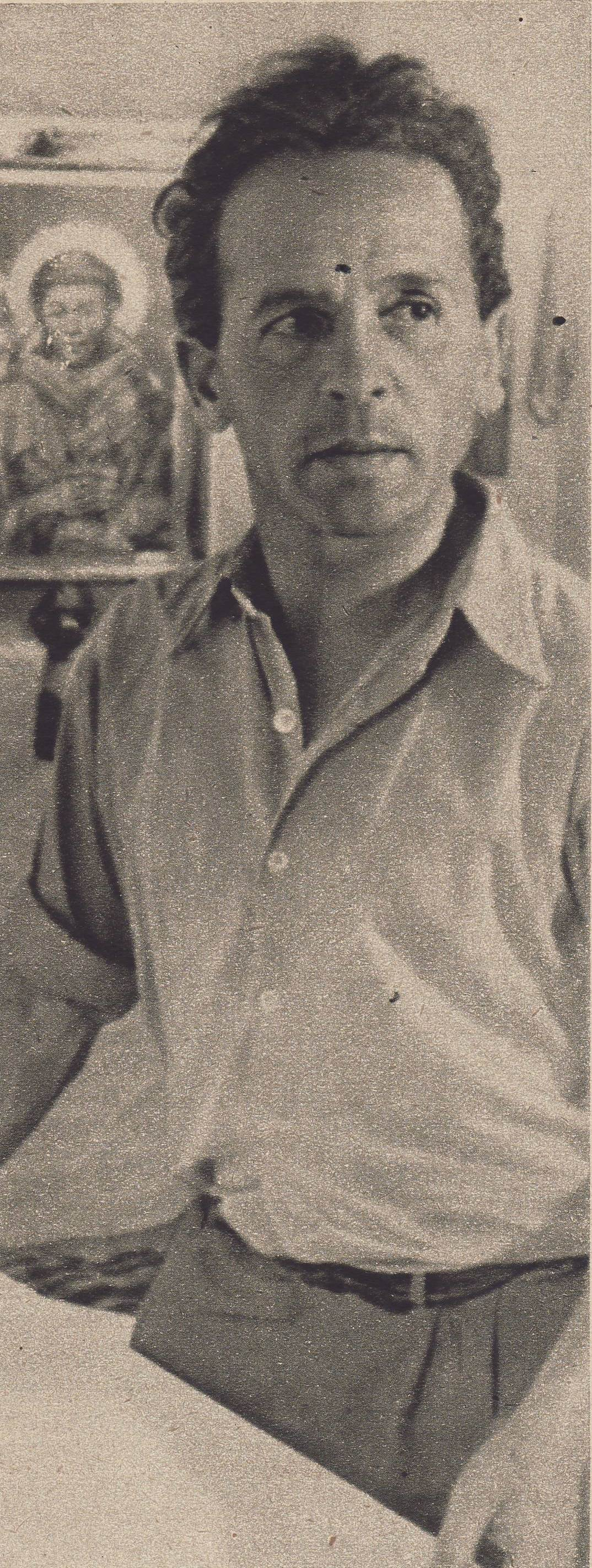
Tadeusz Kulisiewicz

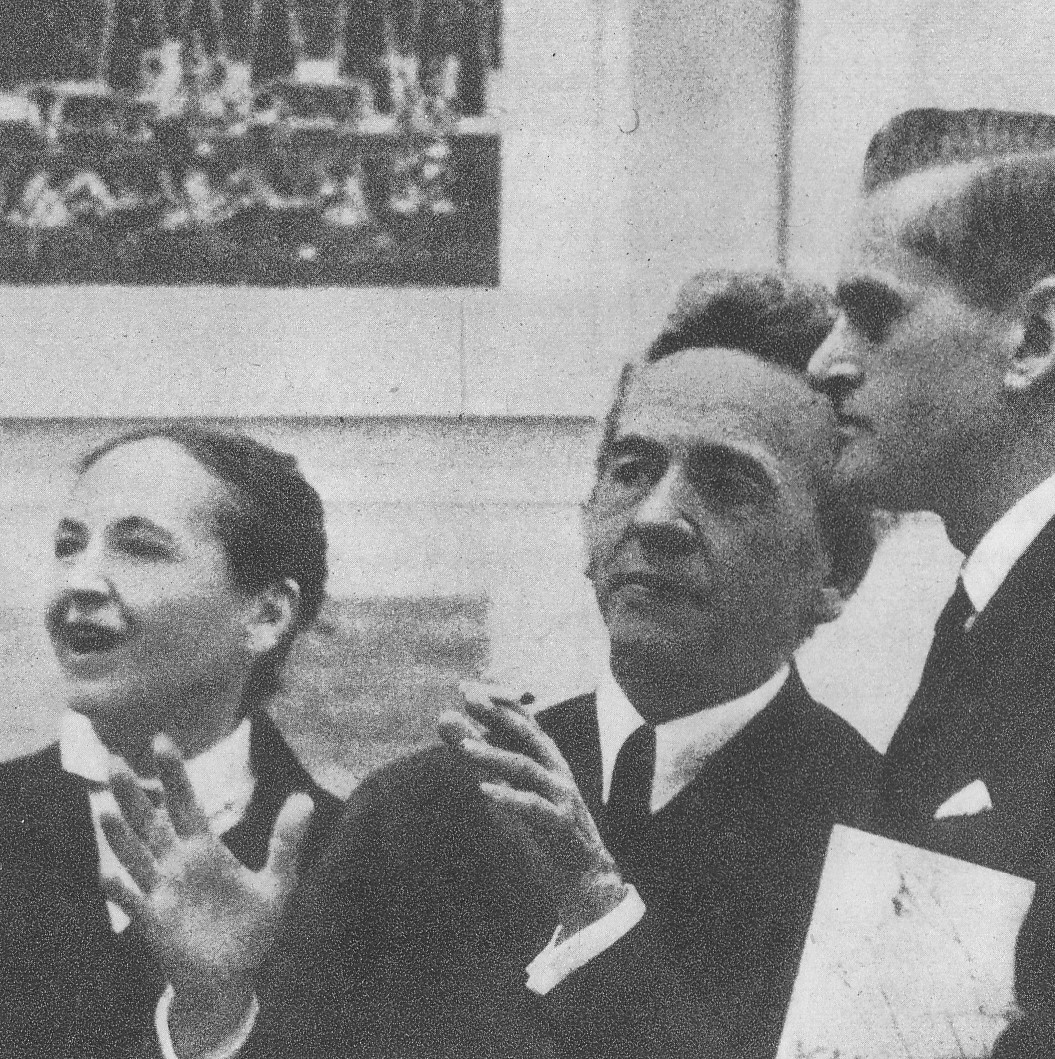
Tadeusz Kulisiewicz na swojej wystawie jubileuszowej w Muzeum Narodowym w Warszawie (1964)

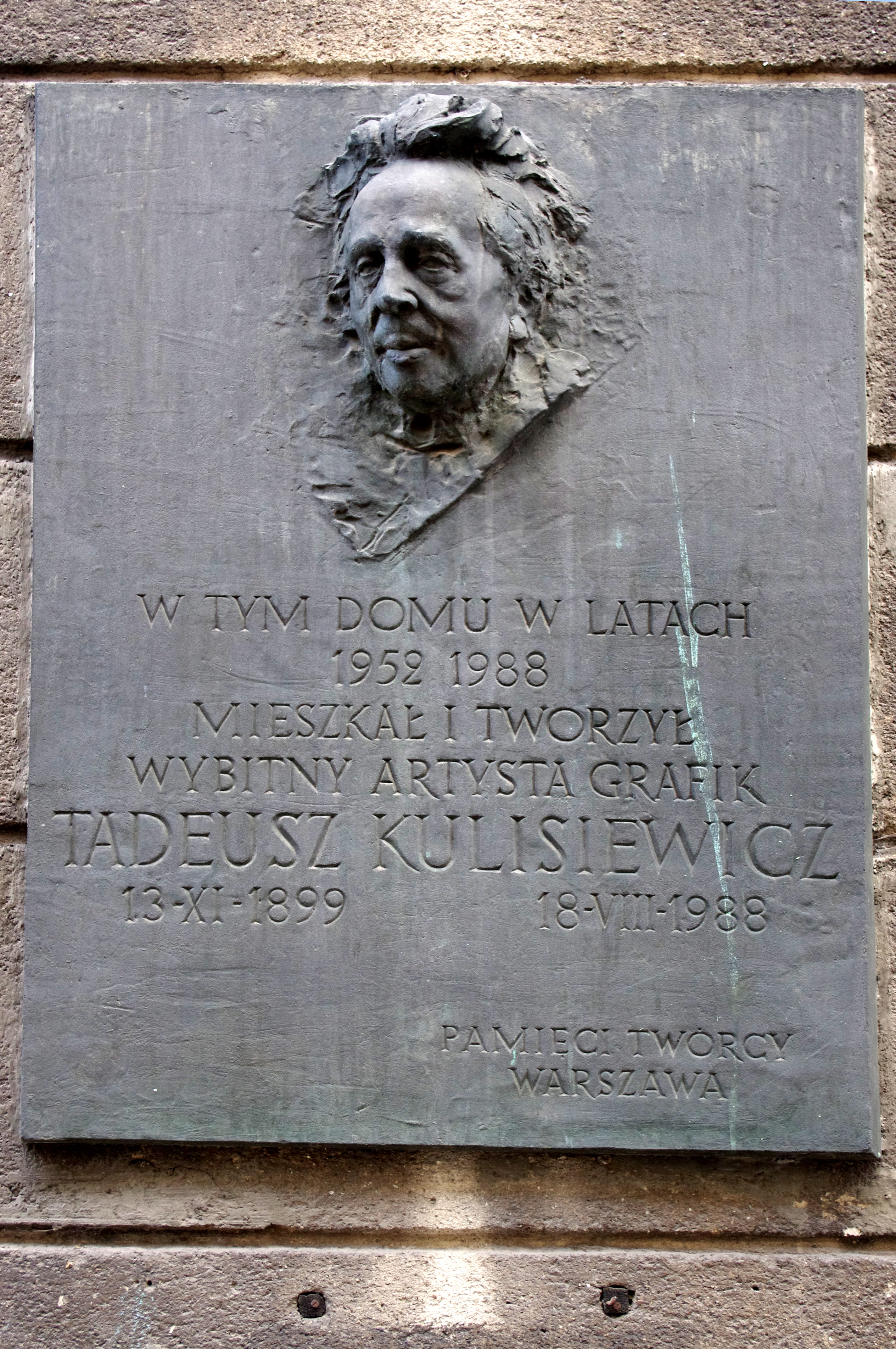
Upamiętniająca artystę tablica zaprojektowana przez Jerzego Sikorskiego, umieszczona na budynku przy ul. Mazowieckiej 7 w Warszawie

Od 29 sierpnia 1946 był profesorem nadzwyczajnym rysunku Akademii Sztuk Plastycznych w Warszawie, a 12 sierpnia 1950 został mianowany profesorem zwyczajnym grafiki. W 1955 został członkiem korespondentem Akademii Sztuki w Berlinie, a w 1965 otrzymał honorowe członkostwo Akademii Sztuk Pięknych we Florencji. Indywidualne wystawy prac artysty prezentowane były w licznych krajach Europy, Azji i obu Ameryk.
Od 1971 był członkiem Obywatelskiego Komitetu Odbudowy Zamku Królewskiego w Warszawie. Był członkiem Rady Krajowej PRON w 1983. W 1983 wybrany został w skład Krajowej Rady Towarzystwa Przyjaźni Polsko-Radzieckiej.
Zmarł w Warszawie, pochowany na cmentarzu Wojskowym na Powązkach (kwatera C39-2-6).

## Twórczość
W 1926 Kulisiewicz odwiedził Szlembark, wieś w Gorcach. Od tego czasu powracał tam często przez całe życie. W latach 1928–1930 stworzył cykl drzeworytów poświęcony Szlembarkowi. W przeciwieństwie do modnej w latach 20. radosnej stylizacji góralszczyzny, ukazał świat Szlembarku w nastroju powagi i surowości. Drzeworyty Kulisiewicza wyróżniały się siłą ekspresji, monumentalizacją tematu. W okresie przedwojennym Kulisiewicz tworzył przeważnie drzeworyty. Prace swoje zestawiał w cykle monotematyczne. W ten sposób powstał zbiór szlembarski, złożony z czterech tek: „Szlembark” (1932), „Bacówka” (1932–1933), „Metody” (1934), „Wieś w Gorcach” (1935–1936), uzupełniony potem o zbiór rysunków „Szlembarskie rysunki” (1939).
Okres wojny Kulisiewicz spędził w Krakowie i Szlembarku. W powstaniu warszawskim spłonęła jego pracownia, w tym 70 desek drzeworytniczych. Po wojnie zaniechał tworzenia drzeworytów i poświęcił się głównie rysunkowi i grafice miedziorytniczej – suchorytowi. W 1945 rysował ruiny Warszawy, tworząc cykl stu rysunków tuszem „Ruiny Warszawy 1945” pokazany w 1947 w Muzeum Narodowym w Warszawie i wydany w postaci wielkoformatowego albumu. Artysta sporządzał w terenie szkice ołówkowe, z których w pracowni powstawały rysunki tuszem.
W okresie powojennym w poszukiwaniu tematów artysta odbył wiele podróży m.in. do Niemiec, Belgii, Brazylii, Chin, Francji, Holandii, Indii, Meksyku, Włoch i ZSRR. Kilkakrotnie wyjeżdżał do Berlina Wschodniego, gdzie w teatrze Berliner Ensemble szkicował inscenizacje sztuk Bertolta Brechta: „Matki Courage i jej dzieci” (1949), „Kaukaskiego Koła Kredowego” (1954) i „Życia Galileusza” (1957). Następne podróże zaowocowały cyklami rysunków: z Czechosłowacji (1951), Chin (1952), Indii (1956), Meksyku (1957, 1958/1959), Wenecji (1958 i 1961), Brazylii (1963). W późniejszych cyklach zaczął pojawiać się kolor.
Oprócz rysunków Kulisiewicz tworzył także cykle suchorytów: „Żołnierze rewolucji i pokoju” (1948), „Bojownicy o wolność i demokrację” (1951), „Stalowe ptaki” (1965), „Kobieta” (1973/1974), „Macierzyństwo i matka” (1974) „Moja historia sztuki” (1975) „Krajobrazy spalone” (1979/1981), „Chiny” (1982) oraz „Ludzie Indii, Meksyku i Brazylii” (1982–1983).
W 1986 roku powołał fundację Stypendia i Nagrody im. Tadeusza Kulisiewicza promującą młodych artystów. Na mocy testamentu Kulisiewicza wyposażenie jego warszawskiej pracowni przeszło na własność Muzeum Okręgowego Ziemi Kaliskiej w Kaliszu.

## Ordery i odznaczenia
- Order Budowniczych Polski Ludowej (21 lipca 1971)[8]
- Order Sztandaru Pracy I klasy (11 lipca 1955)[9]
- Order Sztandaru Pracy II klasy (22 lipca 1949)[10]
- Medal 40-lecia Polski Ludowej (1984)[11]
- Medal 10-lecia Polski Ludowej (19 stycznia 1955)[12]
- Odznaka tytułu honorowego „Zasłużony dla Kultury Narodowej” (1986)[13]
- Srebrna odznaka honorowa „Za Zasługi dla Warszawy” (1962)[14]
- Złota Odznaka „Odbudowy Warszawy” (17 stycznia 1953)[15]
- Złoty Medal Calcutta Art Society (17 listopada 1964)[16]

## Nagrody
- 1928: I nagroda na Salonie Grafiki Polskiej w Warszawie
- 1929: I nagroda na wystawie grafiki w Krakowie
- 1929: II nagroda na Poznańskiej Wystawie Krajowej
- 1933: I nagroda na Międzynarodowej Wystawie Drzeworytu w Warszawie
- 1937: Nagroda Miasta Łodzi za całokształt działalności artystycznej w dziedzinie grafiki i drzeworytnictwa[17]
- 1952: Nagroda Państwowa I stopnia za wybitne osiągnięcia artystyczne w dziedzinie grafiki, w szczególności za cykle rysunków: „Bojownicy o Wolność i Demokrację” (1951–1952) oraz „Podróże po Czechosłowacji” (1951–1952) wystawionych na zbiorowej wystawie prac artysty w marcu 1952 r.[18][19][20]
- 1954: Nagroda UNESCO na XXVII Biennale w Wenecji[21]
- 1955: Nagroda Państwowa I stopnia za twórczość w minionym 10-leciu ze szczególnym uwzględnieniem cyklu rysunków „Szlembark”[22]
- 1961: I nagroda w dziale rysunków na VI Biennale Sztuki w São Paulo[21]
- 1961: Nagroda I stopnia na Wystawie Grafiki Artystycznej i Rysunku z cyklu „Polskie Dzieło Plastyczne w XV-lecie PRL”[21]
- 1965: Nagroda Ministra Kultury i Sztuki za prace eksponowane na wystawie centralnej „20 lat Polskiej Rzeczypospolitej Ludowej w Twórczości Plastycznej”[23]
- 1979: Nagroda Trybuny Ludu[24]

## Upamiętnienie
Imieniem Tadeusza Kulisiewicza nazwano ulice na Ursynowie w Warszawie, Kaliszu i Szlembarku.
We wrześniu 1994 w Kaliszu otwarto Centrum Rysunku i Grafiki im. Tadeusza Kulisiewicza.
W 2019 z okazji 120. rocznicy urodzin Kulisiewicza w Centrum Rysunku i Grafiki im. Tadeusza Kulisiewicza zorganizowano wystawę czasową „Mistrz i uczniowie: Tadeusz Kulisiewicz i tradycje warszawskiej grafiki warsztatowej”.